# 盧植 (清朝)
盧植（1805年），山西人，清朝军事人物。

## 生平
盧植於1805年（嘉慶10年）奉旨接替金殿安，於台灣擔任台灣北路協副將。而隸屬台灣鎮之下的此官職是台灣清治時期中的這階段，台南以北之台灣中南部及北部的駐地最高武官將領。同年11月，海盜蔡牽攻打淡水，他率兵前往平亂，陣亡該役。